# Марин Дринов
Марин Стоянов Дринов е български възрожденски историк, филолог и държавник. Той е един от основоположниците на българската историография, професор, член-съосновател и първи председател на Българското книжовно дружество, днес Българска академия на науките. Брат е на революционера Найден Дринов. През по-голямата част от живота си работи в Киев и Харков (дн. Украйна), в периода между 1865 и 1871 година живее и работи в Австрия и Италия.[източник? (Поискан преди 1 ден)]

## Биография

### Ранни години и учителстване в Панагюрище
Марин Дринов е роден през 1838 г. в град Панагюрище в голямото семейство на занаятчията Стоян Дринов. Двама от братята му, Найден и Пейо, са активни организатори и участници в Априлското въстание.
Учи в едно от първите класни училища в България при Атанас Чолаков и после Йордан Ненов. През 1852 г. става помощник-учител. След напускането на Ненов през 1855 г., Дринов и неговият близък другар – Нешо Бончев, са назначени за временни главни учители. Остават на тази позиция до 1858 г. В този период по заръка на съгражданина си Васил Чолаков събират народни песни, които изпращат в Москва. По-голямата част биват предадени на Константин Миладинов и влизат в сборника „Български народни песни“ (1861).

### Следване и изследователска дейност в Русия и Европа
На 1 септември 1858 г. с помощта на копривщенеца Найден Геров и на панагюрското население, което събира дарения и се задължава да плаща по 3500 гроша за всяка година на тяхното следване, Марин Дринов и Нешо Бончев заминават за Русия, за да продължат образованието си. Там Дринов учи в духовната семинария в Киев, а впоследствие през август 1861 г постъпва в Московския университет, където се дипломира през пролетта на 1865 г. със степен „кандидат на историко-филологическите науки.“
Между 1865 и 1871 г., като учител на руско княжеско семейство, пътува из цяла Европа. Това му позволява да посети най-важните библиотеки и да се запознае със средновековни български и славянски ръкописи. Идентифицира и публикува първи сведения на български език за Ватиканския препис на Манасиевата летопис. Рано изпъква като сериозен изследовател, създава си име сред българската интелигенция извън страната. 
Дринов създава правописни правила, въведени чрез "Периодическо списание" на Българското Книжовно Дружество и залегнали в основата на първия официален български правопис.
Той играе централна роля в стандартизацията на българския език. През 1870 година отхвърля предложенията на Партений Зографски и Кузман Шапкарев за смесена източна и западна българска (вкл. македонска) основа на стандартния език: „Такова искуствено сглобяване на писмен език е нещо невъзможно, недостижимо и не се е чуло да е станало някъде“. Тази позиция на Дринов е критикувана от някои съвременни български лингвисти като Благой Шклифов, според когото именно Марин Дринов е отговорен за монодиалектната основа на българския език. 
През 1869 г. става един от съучредителите и първи председател на Българското книжовно дружество (днес БАН). През 1872 г. получава докторска степен и от 1873 г. е доцент по славянска филология в Харковския университет. В края на 1876 г. е признат за редовен професор.

### Държавническа дейност в България (1877 – 1879)
През освободителната Руско-турска война (1877 – 1878) Марин Дринов е привлечен за съветник в руската главна квартира. Като съветник по българските въпроси подпомага императора Александър II и висшите среди в Главната квартира да се ориентират, като по този начин допринася съществено за българската кауза.
Назначен е за вицегубернатор на Софийския санджак. 
Между 1878 и 1879 година Дринов завежда отдела за народното просвещение и духовните дела в рамките на Временното руско управление на България. В този период участва активно в изграждането на държавното устройство на Третата българска държава. Един от съставителите на Търновската конституция. Негово е предложението София да е новата столица на възстановената Българска държава.

### Професор в Русия
След края на Временното руско управление се връща в Харков, но продължава активно да кореспондира с български политически и научни дейци. Единодушно е смятан в онази епоха за най-образования българин.
След 1881 г. живее в Харков и продължава своята научна и преподавателска дейност до края на живота си. През 1898 г. е избран за член-коренспондент на Императорската Санктпетербургска академия на науките. Марин Дринов умира в Харков през 1906 г. след продължително боледуване от туберкулоза. На 29 май 1909 г. тленните му останки са докарани по море до Варна, а след това транспортирани до София, където са погребани.

## Памет
В края на XIX век жителите на село Бахшишлар, дн. Дриново, решават да го преименуват в чест на проф. Марин Дринов, като изпращат нарочна делегация при него. Заедно с неговото съгласие, делегацията се завърнала в Дриново и с подаръци от професора – черковни книги, принадлежности и църковни одежди за свещеника.
На негово име е наречено издателството на БАН.
На името на Марин Дринов е кръстен връх Дринов на остров Смит, Южни Шетландски острови.